# Egidy (Adelsgeschlecht)

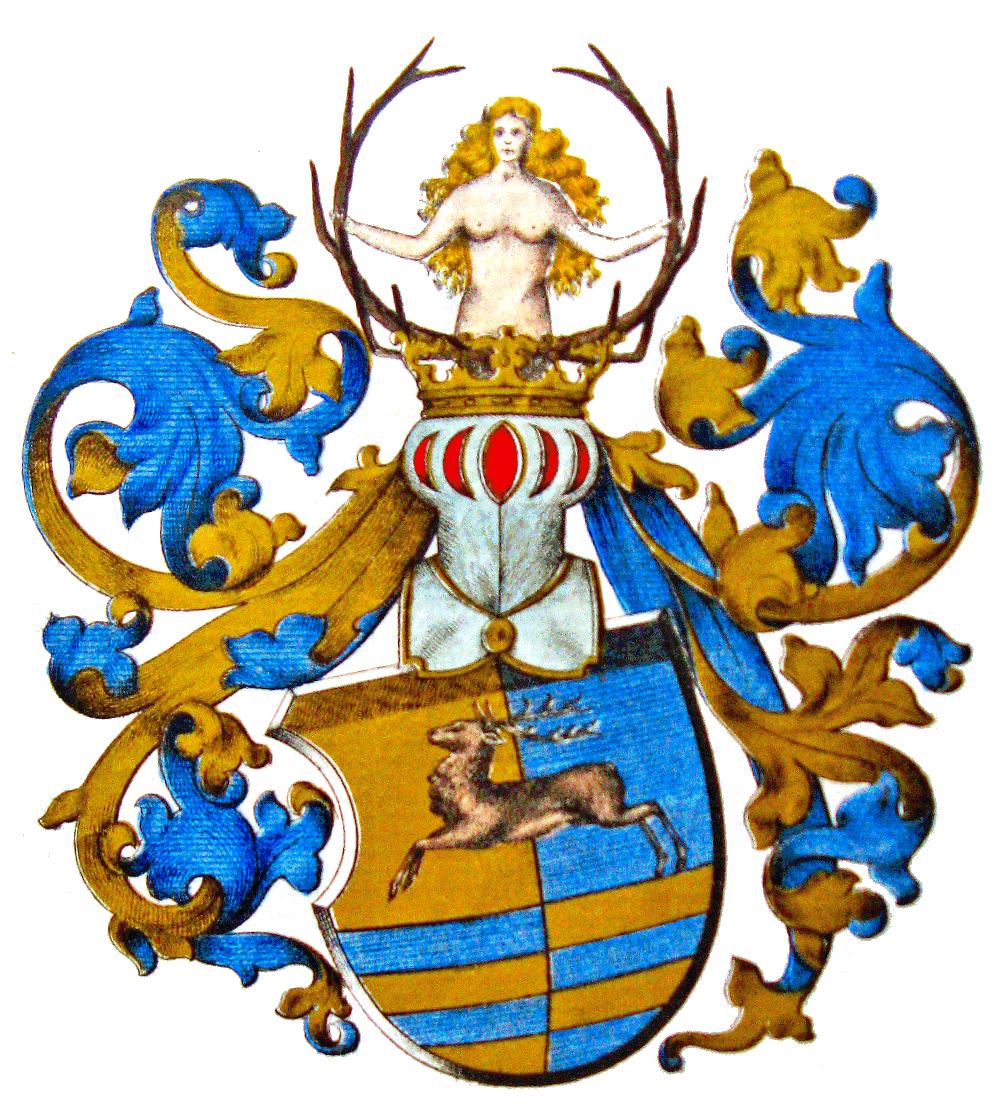
Wappen der Familie von Egidy

Egidy ist der Name eines deutschen Adelsgeschlechts, das seit dem späten 17. Jahrhundert im Kurfürstentum Sachsen ansässig wurde. Die Bestätigung des Reichsadelsstandes erfolgte 1687 durch Kaiser Leopold I. an den kursächsischen Oberküchenmeister Samuel Egidy. Von dessen Nachkommen schlug die Mehrzahl der männlichen Vertreter bis zum Ersten Weltkrieg eine Offizierskarriere in der sächsischen Armee ein.

## Ursprung des Namens
Die Schreibweise des Namens Egidy geht auf den Genetiv von Aegidius = Aegidii zurück, dessen beide Erstbuchstaben im Lauf der Zeit zu E und dessen beide Endbuchstaben zu y verschmolzen. Zur Familie allgemein und dem namensähnlichen anderen Adelsgeschlecht vgl. Egidy (Familie).

## Herkunft
Innerfamiliärer Überlieferung nach wanderte der älteste bekannte Vorfahre, Johann Egidy, Ende des 16. Jahrhunderts aus den spanischen Niederlanden in die preußische Küstenstadt Elbing aus. Geburts- oder Taufregister, die seine Herkunft eindeutig bestätigen könnten, sind nicht bekannt, da die niederländischen Protestanten seinerzeit unter dem Druck der Verfolgung kaum entsprechende Register anlegten. Dort lebten verschiedene Personen mit Namen wie Aegidi oder Egidy, mit denen ein familiärer Zusammenhang zwar nicht erwiesen, aber auf Grund verschiedener Indizien möglich ist.

## Adelsbestätigung
Im September 1687 richtete der Sohn von Johann Egidy, Samuel Egidy (ca. 1630/31–1710), von Dresden aus ein Gesuch an Kaiser Leopold I. in Wien mit der Bitte um Aufnahme in den Reichsadelsstand. Zur Begründung schrieb er, dass sein verstorbener Vater in Elbing zum Patrizierstand gehört habe, er selbst habe eine adelige Erziehung genossen, dem Grafen von Stierumb in den Niederlanden als Hofmeister gedient, dann unter dem Großen Kurfürsten als Generaladjutant an der Schlacht bei Fehrbellin teilgenommen, sich mit dem adeligen Fräulein von Ripperband verheiratet und schließlich beim Kurfürsten Johann Georg III. von Sachsen das adelige Amt des Oberküchenmeisters erhalten. Der Kaiser kam der Bitte nach, bestätigte den anererbten und erworbenen Adelsstand und stellte am 21. Oktober 1687 das entsprechende Reichsadelsdiplom mit Wappenbesserung für Samuel von Egidy und seine männlichen und weiblichen Nachkommen aus.

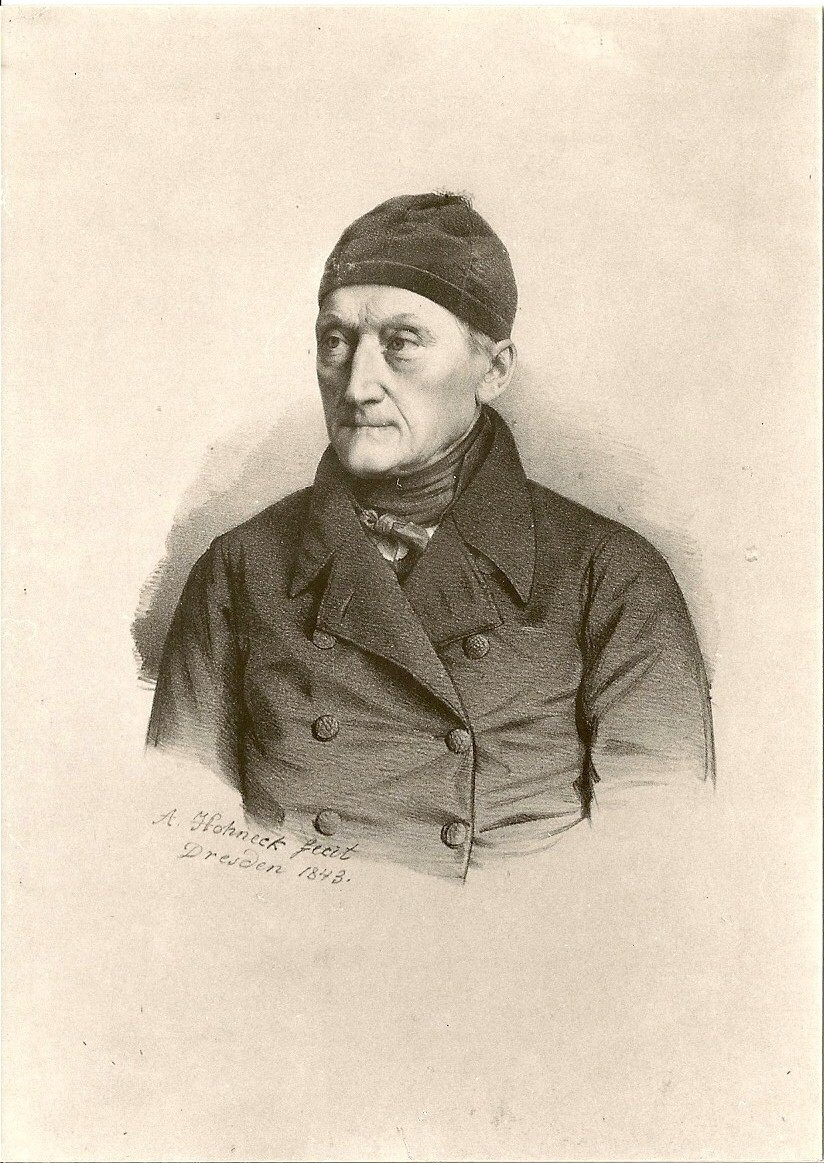
Christoph Hanns von Egidy

## Familienverband von Egidy-Kreinitz-Naunhof
Christoph Hanns von Egidy (1772–1843), zweiter Fideikommissherr auf Kreinitz und Naunhof, in erster Ehe verheiratet mit Henriette Wilhelmine von Schleinitz (1774–1818), ist der Begründer der Kreinitz-Naunhofer Linie der Familie. Er hatte neun Söhne, die alle einsilbige Vornamen mit einem vorgesetzten „Christoph“ erhielten. Angeblich sollte das den Verkehr mit den Ämtern erleichtern. Dieser Brauch ist von den meisten Nachkommen bis heute beibehalten worden. Am 1. Januar 1862 schlossen sich die Nachkommen von Christoph Hanns per Familiengesetz zum Familienverband von Egidy-Kreinitz-Naunhof zusammen. Aus dem damit verbundenen Familienvermögen wurden Witwen, Töchtern und Söhnen der Familie Präbenden, Stipendien und andere Unterstützungen gewährt. Das Vermögen des Familienverbandes wurde in den 1920er Jahren zuerst durch die Inflation entwertet. Nach 1945 entfiel aufgrund von politischen Veränderungen vor allem im Ostteil Deutschlands die Grundlage für den Verband. Die Familie wird heute formlos durch regelmäßige Familientreffen zusammengehalten und gibt Jahresberichte heraus.

## Berufswahl
In den ersten zwei Jahrhunderten waren die männlichen Nachkommen von Samuel von Egidy entweder Offiziere oder Rittergutsbesitzer. Nur wenige von ihnen hatten studiert. Das änderte sich erst im Laufe des 19. Jahrhunderts, als Juristen und Verwaltungsbeamte in der Familie häufiger wurden. Im Ersten und im Zweiten Weltkrieg verloren sieben Mitglieder der Familie das Leben, nach 1945 wurden die Überlebenden in den Westen oder in das Ausland verstreut.
Bis 1918 hatten fünf Offiziere aus der Familie die höchste sächsische Auszeichnung, den Militär-St.-Heinrichs-Orden, erhalten und einer den Orden Pour le Mérite. Da nach 1945 kein Egidy mehr Berufssoldat wurde, endete die etwa 250-jährige Tradition einer sächsischen Offiziersfamilie, von der mehr als fünfzig Mitglieder ihrem Land gedient hatten. In neuerer Zeit wurden als Berufe Apotheker, Arzt, Beamter, Kaufmann, Pfarrer oder Wissenschaftler gewählt.

## Besitzungen

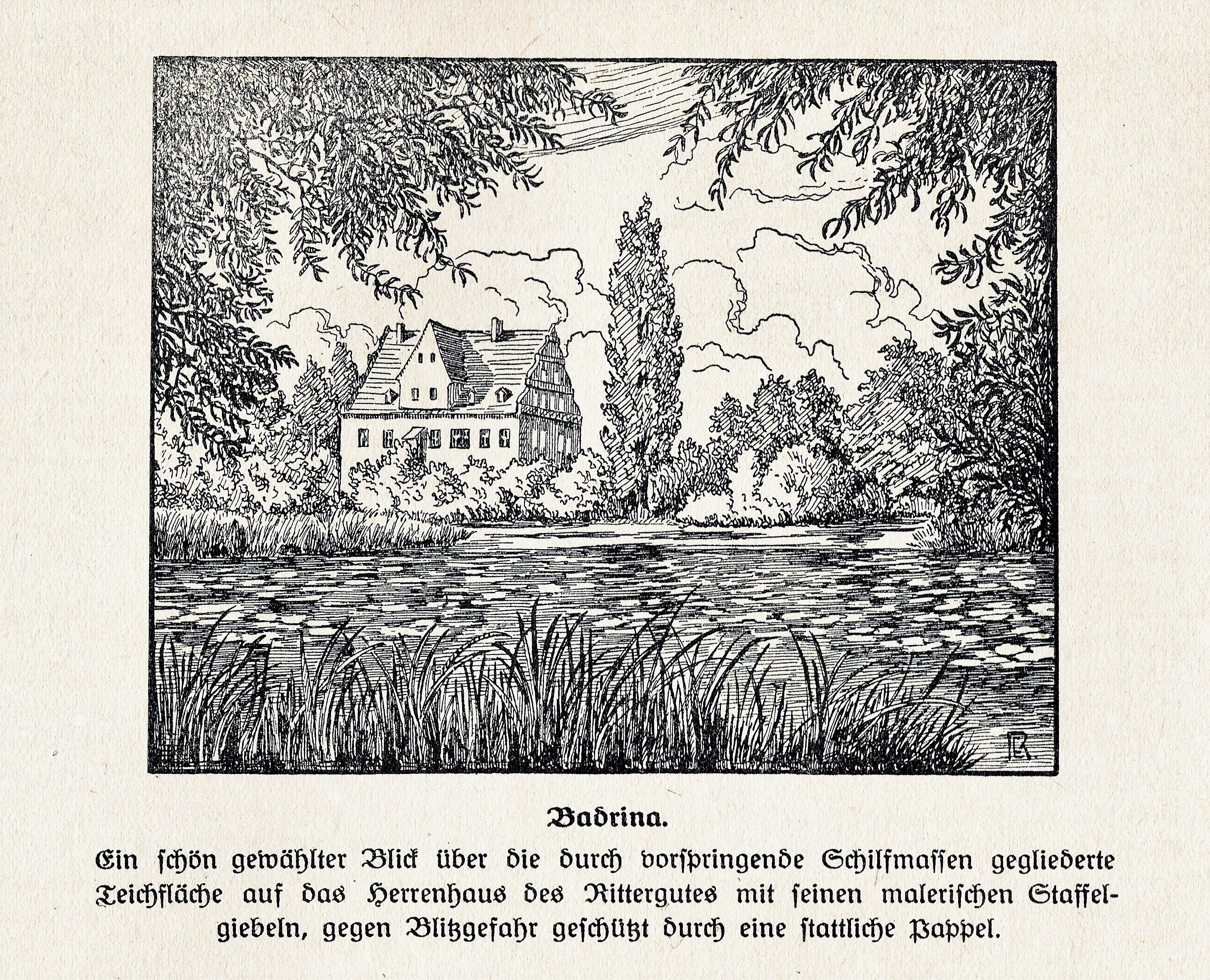
Ehemaliges Rittergut Badrina

- Rittergut Badrina mit Göritz (1693–1772). Der erste und älteste Grundbesitz, den die Familie im Heiligen Römischen Reich deutscher Nation erwarb, war das im Amt Delitzsch gelegene Rittergut Badrina mit dem Dorf Göritz. Otto Heinrich von Egidy (1662–1702) kaufte es 1693 für 14.400 Gulden vom braunschweig-lüneburgischen Hauptmann Hermann Heinrich von Hoff. Bereits sein Sohn Hans Otto von Egidy (1690–1753) konnte das Rittergut aufgrund hoher Schulden nicht halten und überließ es 1737 als Kaution in Höhe von 30.000 Gulden seiner Ehefrau aus dem Hause Hartitzsch. Nach deren Tod 1749 erbten deren Kinder und Enkelkinder das Rittergut Badrina, die sich im folgenden Jahr einigten, dass der älteste Bruder, Hauptmann Julius Heinrich von Egidy, das Gut übernahm. Dieser starb 1763 ohne männliche Nachkommen. Das stark verschuldete Rittergut Badrina fiel an seine einzige Tochter Conradine Elisabeth Catharina Augusta von Schütz, die das Gut 1772 ihrem Ehemann Otto Ernst von Schütz überließ, der es 1789 weiterverkaufte. Den Zweiten Weltkrieg hat das Schloss noch unbeschädigt überstanden. 1972 wurde es wegen Baufälligkeit abgebrochen.
- Rittergut Ottersitz (1751–1839). Ein weiteres Gut in Familienbesitz war Ottersitz auf dem rechten Elbufer gegenüber von Belgern gelegen. Erworben wurde es 1751 von Friedrich August von Egidy (1724–1796) für 13.125 Taler bzw. 15.000 Gulden. Sein Sohn Christoph Hanns von Egidy (1772–1843), der nach dem Tod des Vaters die übrigen Geschwister auszahlte und Stammvater der Kreinitz-Nauhofer Linie der Familie wurde, musste es 1839 aus wirtschaftlichen Gründen wieder verkaufen. Heute sind die Gebäude nur noch als Ruinen erhalten.

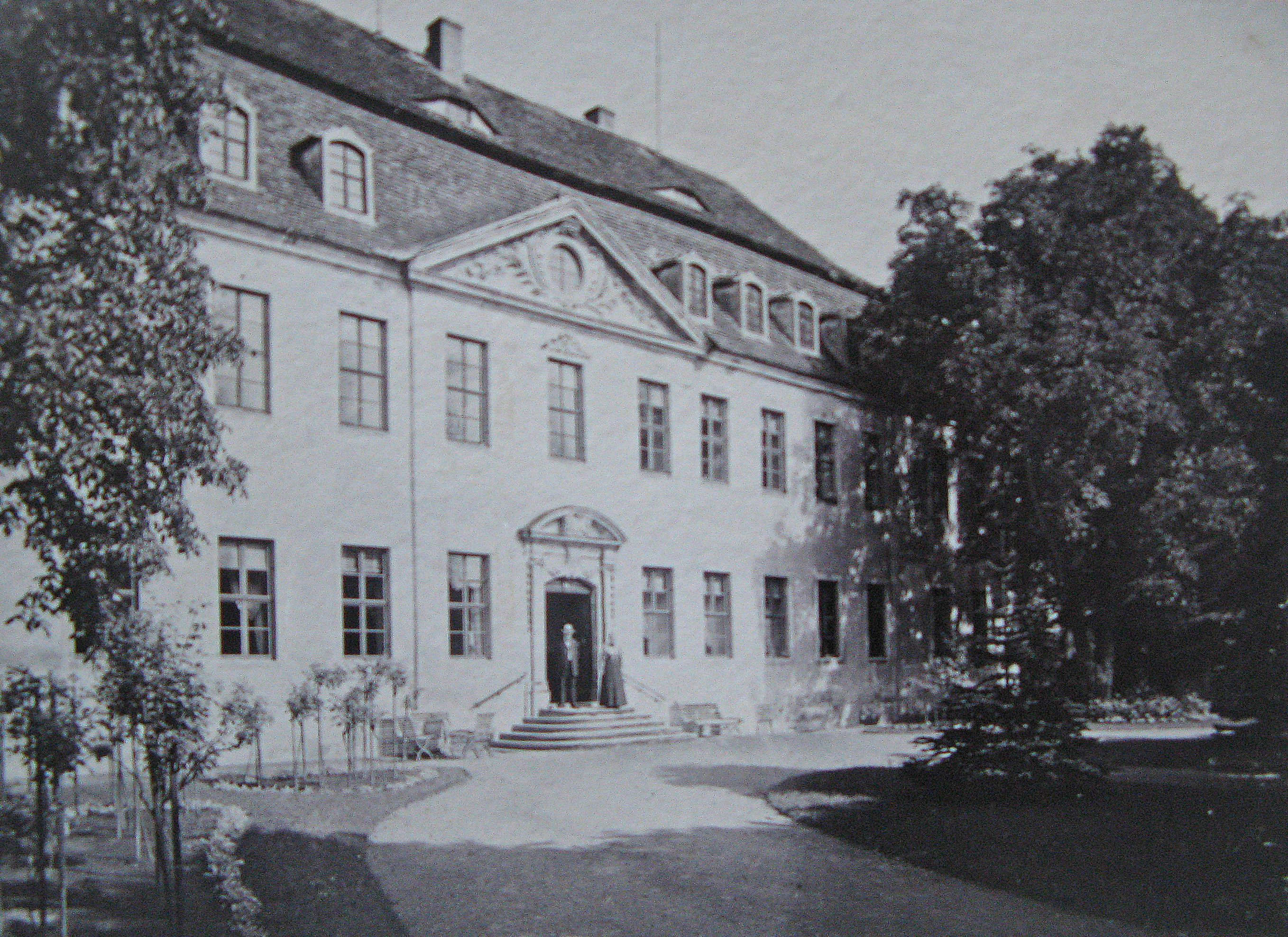
Rittergut Naunhof, das Schloss um 1912

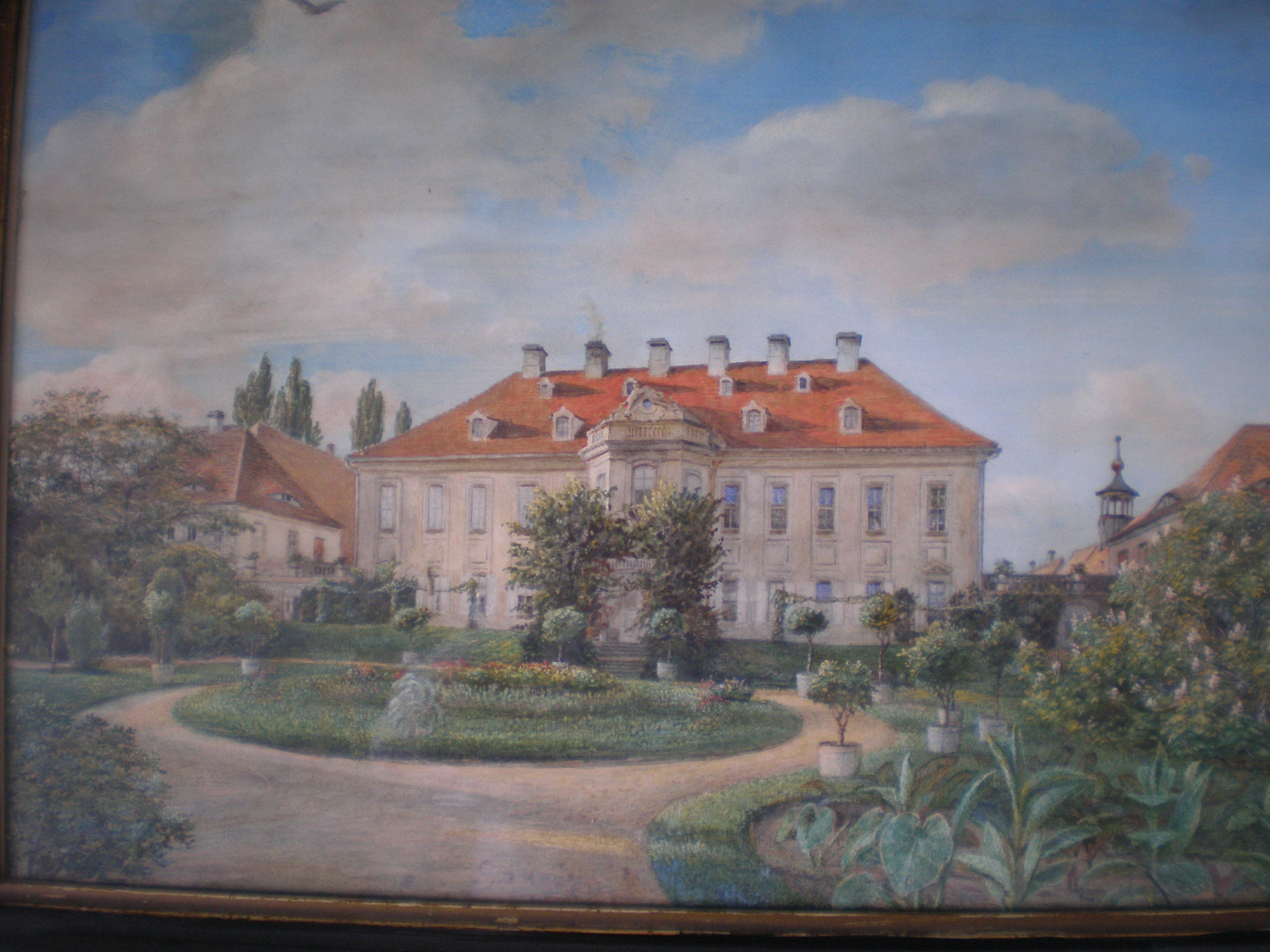
Rittergut Kreinitz, das Schloss um 1900

- Majorate Kreinitz (bis 1939) und Naunhof. Von größerer Bedeutung als die beiden vorgenannten Güter sind die beiden Majorate Kreinitz und Naunhof. Christoph Moritz von Egidy (1756–1820), herzoglich-braunschweigischer Landdrost und Ururenkel von Samuel von Egidy hatte durch Unternehmungen Reichtum erlangt. 1814 kaufte er das Rittergut Kreinitz am rechten Elbufer gegenüber Strehla und erwarb 1817 zusätzlich das Rittergut Naunhof in der Nähe von Moritzburg. In seinem Testament vom selben Jahr bestimmte er beide Güter zu Fideikommissen und Majoraten der Familie von Egidy. Erbe der beiden Majorate wurde zunächst der Bruder von Moritz, Christoph Hanns von Egidy (1772–1843). Ihm folgten dann bis in das 20. Jahrhundert die Nachkommen seiner Söhne, bis alle Fideikommisse in Deutschland in den 1930er Jahren per Gesetz aufgehoben wurden. Dadurch fielen die Güter in den Privatbesitz der letzten Majoratsherrn und konnten verkauft werden. 1936 erwarb die „Sächsische Bauernsiedlung“ Naunhof für Siedlungszwecke. Das Schloss Naunhof kaufte Karl Heinrich Diener von Schönberg. Das Rittergut Kreinitz wurde 1939 an Fritz Pietsch verkauft. Die Käufer verloren ihr Eigentum wieder 1945 durch die Bodenreform. In Kreinitz wurde das barocke Herrenhaus 1950 als „Junkerbesitz“ gesprengt, Naunhof nahm für einige Zeit ein Kinderheim auf und wurde später ein Altersheim. Heute stehen die Naunhofer Gebäude leer.
- Gut Stacha in der Oberlausitz befand sich im Besitz der sächsischen Amtshauptmanns Christoph Curt von Egidy.

## Wappen

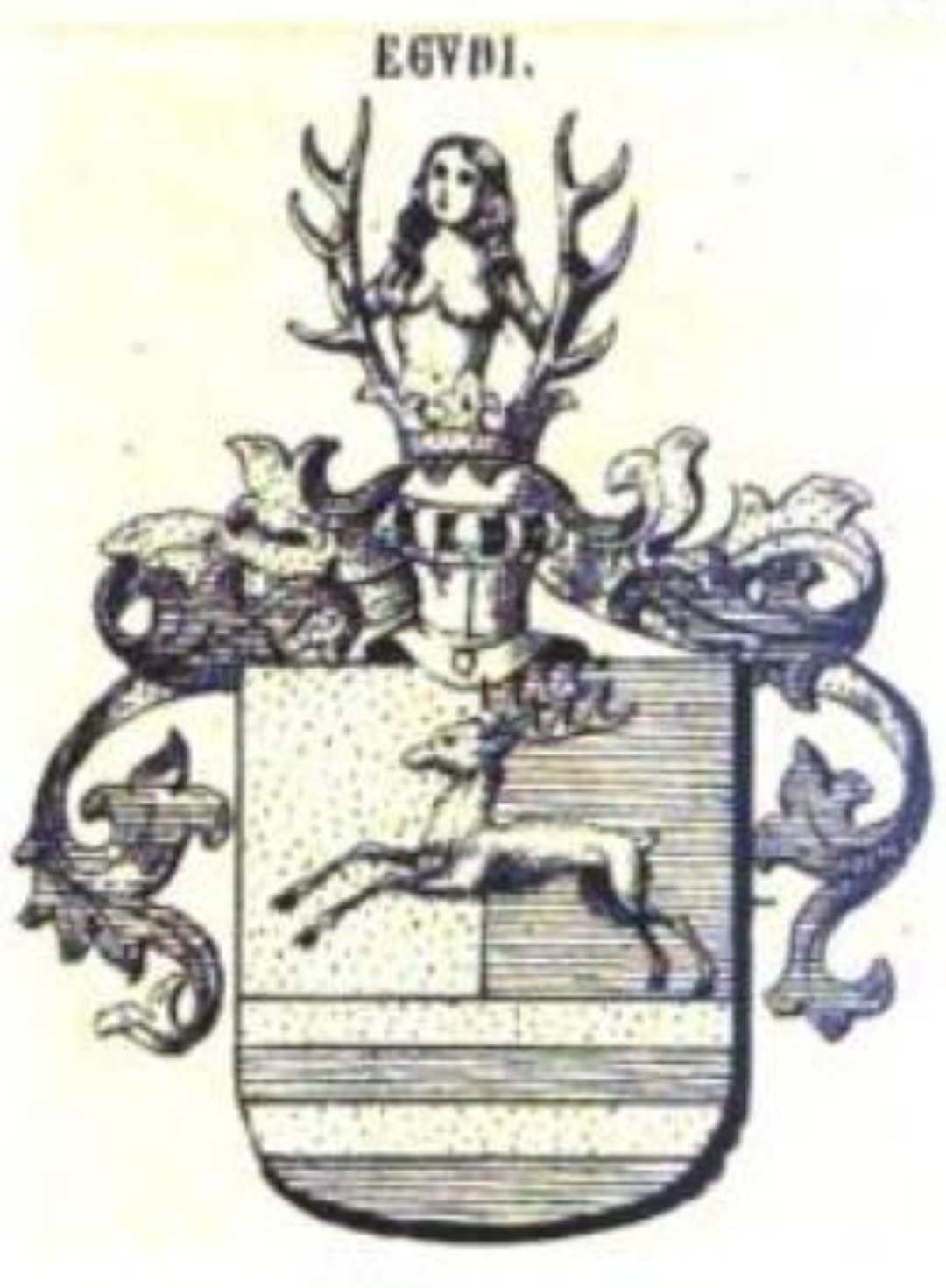
Wappen (1687) abgebildet in Siebmachers Wappenbuch

Das Wappen ist geteilt. Oben in von Gold und Blau gespaltenem Feld ein flüchtiger natürlicher Hirsch, unten gespalten und dreimal geteilt durch Blau und Gold im Wechsel. Auf dem Helm mit blau-goldenen Decken eine wachsende nackte Jungfrau zwischen natürlichem Hirschgeweih, die Hirschstangen fassend.

## Persönlichkeiten
- Carl Gottlob von Egidy (1756–1814), Stadthauptmann von Gera und fürstlich-reußischer Marschkommissar
- Christoph Curt von Egidy (1801–1858), sächsischer Amtshauptmann in Bautzen
- Christoph Holm von Egidy (1803–1882), deutscher Jurist, Rittergutsbesitzer, Politiker
- Heinrich Eduard von Egidy (1808–1870), sächsischer Offizier und Sachbuchautor
- Christoph Moritz von Egidy (1847–1898), deutscher Oberstleutnant, christlicher Reformer, Redner, Schriftsteller, Pazifist
- Christoph Ralph von Egidy (1867–1955), deutscher Generalmajor
- Christoph Moritz von Egidy (1870–1937), Offizier der Kaiserlichen Marine, Kommandant der Seydlitz und später kurzzeitig Mitarbeiter des Sicherheitsdienstes der SS
- Emmy von Egidy (1872–1946), deutsche Schriftstellerin, Bildhauerin und Malerin
- Till von Egidy (* 1933),  Kern- und Atomphysiker, emeritierter Professor für Physik, Ahnenforscher
- Berndt von Egidy (1938–2022), deutscher Bibliothekar, Direktor der Universitätsbibliothek Tübingen